# Hasheem Thabeet
Hasheem Thabeet Manka (Dar es Salaam; el 16 de febrero de 1987) es un baloncestista tanzano que se encuentra sin equipo. Con 2,21 metros de altura, juega de pívot.

## Carrera deportiva

### Universidad
Empezó a jugar a baloncesto a los quince años y desempeñó su carrera universitaria en los Huskies de la Universidad de Connecticut, siendo el jugador más alto que ha jugado nunca para los Huskies.
Comenzando en la temporada 2006-07, Thabeet promedió 6,2 puntos y 3,8 rebotes y entró en el mejor quinteto de "rookies" de la Big East de la NCAA, al igual que su compañero Jerome Dyson.
Como "sophomore", Thabeet incrementó sus prestaciones hasta 10,5 puntos, 7,9 rebotes y 4,5 tapones. Fue nombrado mejor jugador defensivo de la Big East e incluido en el segundo mejor quinteto de la Big East.
En su tercera temporada, la 2008-09, Thabeet promedió 13,9 puntos y 10,8 rebotes, consiguiendo su primer triple-doble ante Providence College en enero de 2009. Su increíble altura le permitió acabar la temporada con 152 tapones en el total de su carrera deportiva. Fue nombrado, de nuevo, mejor jugador defensivo de la Big East y Big East Player of the Year junto a DeJuan Blair. También sería incluido en el segundo mejor quinteto de la NCAA.
En abril de 2009, Thabeet se declaró elegible para el draft de ese mismo año, inmediatamente se le comenzó a relacionar en los puestos altos del draft, pese a las críticas a su nulo rendimiento ofensivo y escasa capacidad de movimiento en el poste, además de su poca musculatura.

### Profesional

#### NBA y G League

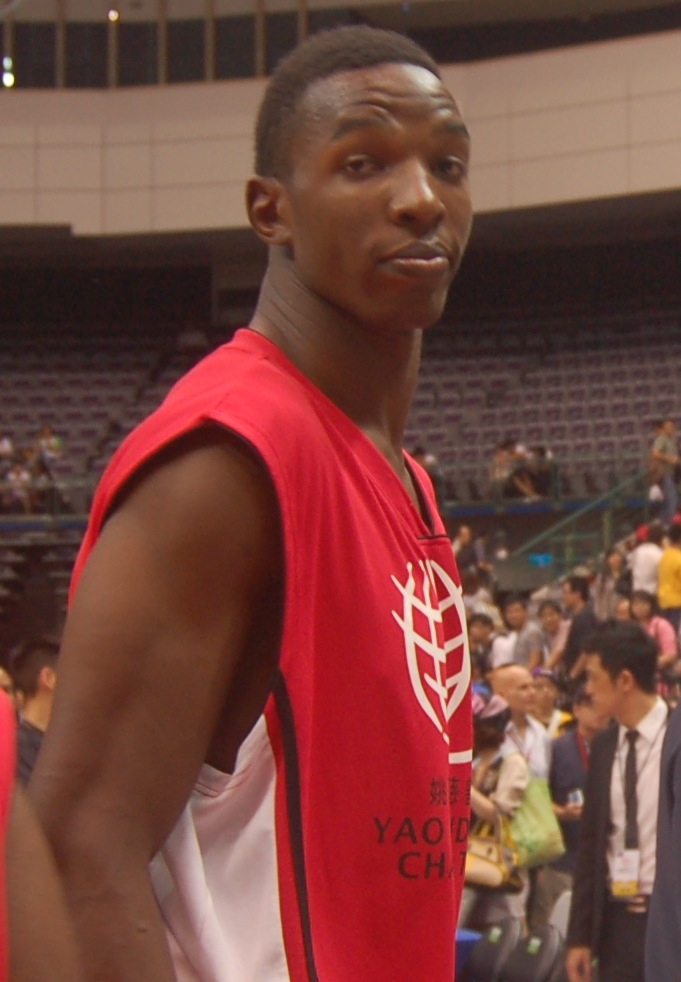
Thabeet en 2010.

El 25 de junio de 2009, fue elegido por los Memphis Grizzlies en el puesto n.º 2 del draft de la NBA, por delante de jugadores como James Harden (3), Tyreke Evans (4), Ricky Rubio (5) o Stephen Curry (7). Se convirtió en el primer tanzano en jugar en la NBA.
En febrero de 2011, fue traspasado a Houston Rockets a cambio de Shane Battier e Ish Smith.
Tras la retirada de los pívots Yao Ming y Žydrūnas Ilgauskas al finalizar la Temporada 2010-11, Thabeet se convierte en el jugador más alto de la NBA.
El 15 de marzo de 2012, fue traspasado a Portland Trail Blazers, junto con Jonny Flynn y una primera ronda de draft, a cambio de Marcus Camby.
En julio de 2012, firmó como agente libre con los Oklahoma City Thunder, equipo donde no ha gravitado, siendo considerado por la afición y la prensa especializada, como uno de los jugadores menos útiles de la NBA, siendo relegado al banquillo de suplentes y acumulando muy pocos minutos en el campo de juego.
El 26 de agosto de 2014, Thabeet fue traspasado a los Philadelphia 76ers a cambio de una excepción de traspaso y una selección protegida de segunda ronda de 2015. A principios de septiembre de 2014, fue despedido por los Sixers.
A finales de septiembre de 2014, Thabeet firmó un acuerdo con los Detroit Pistons. Sin embargo, fue descartado en octubre de 2014, a pocos días del comienzo de la Temporada 14-15.
El 1 de noviembre de 2014, fue adquirido por los Grand Rapids Drive de la NBA Development League, equipo afiliado a los Pistons.

#### Asia y África
El 29 de septiembre de 2017, firma con los Yokohama B-Corsairs B.League japonesa.
Regresó momentáneamente a Estados Unidos, al firmar con los Fort Wayne Mad Ants de la NBA G League en noviembre de 2019. Pero el 16 de enero de 2020 fue cortado.
El 25 de septiembre de 2020, firma con los Hsinchu JKO Lioneers de la liga taiwanesa P. League+. Fue el máximo reboteador y taponador de la temporada, ganado el premio al jugador defensivo del año.
El 28 de octubre de 2021 firma con los Tainan TSG GhostHawks de la liga taiwanesa T1 League.
El 19 de octubre de 2022 firma con los Sichuan Blue Whales de la CBA.
En septiembre de 2023 retornó a Tanzania para unirse al Pazi BC, equipo que busca su clasificación a la BAL de 2024. Al no acceder su equipo a la siguiente fase del torneo, el 13 de diciembre de 2023 firmó con los Kaohsiung Steelers de la P.League+ de Taiwán.

## Estadísticas de su carrera en la NBA

### Temporada regular
| Año     | Equipo        | PJ  | PT | MPP  | %TC   | %3P  | %TL  | RPP | APP | ROB | TPP | PPP |
| ------- | ------------- | --- | -- | ---- | ----- | ---- | ---- | --- | --- | --- | --- | --- |
| 2009-10 | Memphis       | 68  | 13 | 13.0 | .588  | .000 | .581 | 3.6 | .2  | .2  | 1.3 | 5.1 |
| 2010-11 | Memphis       | 45  | 0  | 8.2  | .436  | .000 | .543 | 1.7 | .1  | .2  | .3  | 1.2 |
| 2010-11 | Houston       | 2   | 0  | 2.0  | .000  | .000 | .000 | .0  | .0  | .0  | .5  | .0  |
| 2011-12 | Houston       | 5   | 0  | 4.6  | 1.000 | .000 | .000 | 1.4 | .0  | .0  | .4  | 1.2 |
| 2011-12 | Portland      | 15  | 3  | 7.7  | .444  | .000 | .650 | 2.3 | .0  | .1  | .5  | 1.9 |
| 2012-13 | Oklahoma City | 66  | 4  | 11.7 | .604  | .000 | .604 | 3.0 | .2  | .5  | .9  | 2.4 |
| 2013-14 | Oklahoma City | 23  | 0  | 8.3  | .565  | .000 | .200 | 1.7 | .0  | .2  | .4  | 1.2 |
| Total   | Total         | 224 | 20 | 10.5 | .567  | .000 | .578 | 2.7 | .1  | .3  | .8  | 2.2 |

### Playoffs
| Año   | Equipo        | PJ | PT | MPP | %TC  | %3P | %TL | RPP | APP | ROB | TPP | PPP |
| ----- | ------------- | -- | -- | --- | ---- | --- | --- | --- | --- | --- | --- | --- |
| 2013  | Oklahoma City | 4  | 0  | 6.5 | .500 | —   | —   | 1.5 | .0  | .3  | .0  | .5  |
| 2014  | Oklahoma City | 2  | 0  | 3.5 | —    | —   | —   | .0  | .0  | .0  | .0  | .0  |
| Total | Total         | 6  | 0  | 5.5 | .500 | —   | —   | 1.0 | .0  | .2  | .0  | .3  |

## Vida personal
Hasheem es hijo de Rukia Manka y Thabit Manka. Tiene una hermana, Sham, y un hermano, Akbar.
Es musulmán y practica el Ramadán.